# Buxtehuder SV

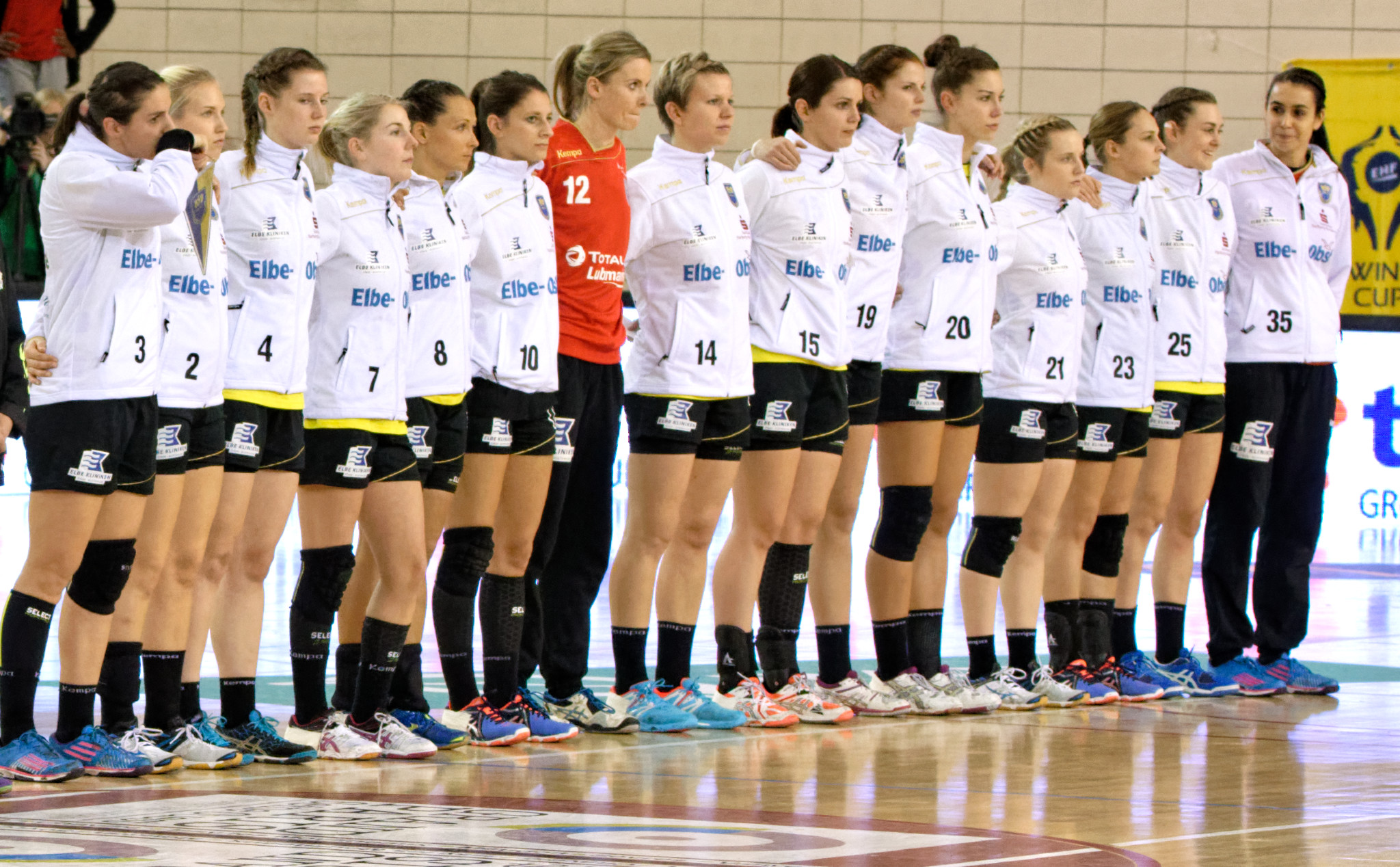
Cup Winners’ Cup, Issy_Paris_Hand/Buxtehuder HV, 22. November 2015

Der Buxtehuder SV von 1862 e. V. (BSV) ist ein Sportverein aus Buxtehude, der vor allem durch die Erfolge seiner Handballabteilung bekannt geworden ist. Darüber hinaus bietet der Verein die Sportarten Aerobic, American Football, Badminton, Boxen, Fußball, Judo, Kickboxen, Leichtathletik, Radsport, Schwimmen, Tanzsport, Tischtennis, Turnen, Trampolin, Floorball und Volleyball an.

## Vereinsgeschichte
Im Jahre 1912 wurde der Buxtehuder SK 1912 gegründet, welcher 1914 mit der Fußballabteilung des MTV zu Buxtehude 1862 fusionierte. Es erfolgte 1919 die Umbenennung in SVgg Buxtehude-Altkloster 1912. Am 2. Februar 1935 entstand aus der Fusion mit MTV zu Buxtehude 1862, TV Gut-Heil 1899 Altkloster und dem Frauenturnverein Buxtehude der VfL Buxtehude 1862. Dieser wurde von der britischen Militärregierung am 22. April 1945 aufgelöst. Am 24. November 1945 erfolgte die Gründung des Buxtehuder SV. Am 4. August 1962 kam es zu der erneuten Umbenennung in Buxtehuder Turn- und Sportverein von 1862. Heute heißt der Verein Buxtehuder Sportverein von 1862 e. V.; offizielle Kurzform ist BSV; weitere gebräuchliche Kurzformen sind Buxtehuder SV und seltener BSV Buxtehude.

## Handball in Buxtehude
Die Frauenmannschaft des Buxtehuder Turn- und Sportvereins spielt seit der Saison 1989/90 ununterbrochen in der ersten Handball-Bundesliga der Frauen. Vier Mal, nämlich 2003, 2011, 2012 und 2015 wurde das Team deutscher Vizemeister. Im Finale 2011 scheiterte Buxtehude nur aufgrund der Auswärtstorregelung im Finale am Thüringer HC (H 29:34 / A 28:23). Der BSV erreichte bisher sechs Mal das Endspiel im DHB-Pokal und konnte den Pokal in der Saison 2014/15 und 2016/17 gewinnen. Auf internationaler Ebene gewann der Verein in der Saison 1993/94 den Euro-City-Cup, den Vorläuferwettbewerb des heutigen EHF Challenge Cup, und 2010 den Challenge-Cup, wobei im Finale Frisch Auf Göppingen mit 40:28 (A) und 28:26 (H) bezwungen wurde. 2002 erreichte der BSV ebenfalls das Finale des Challenge Cups, unterlag jedoch dem rumänischen Vertreter Universitatea Deva.
Die zweite Frauen-Mannschaft gehört seit der Einführung der 3. Liga im Jahr 2010 dieser Spielklasse an und spielt damit im für zweite Mannschaften von Bundesligisten höchstmöglichen Bereich.

### Kader der Frauen Bundesliga-Mannschaft – Saison 2025/26
| Nr. | Name                 | Position             | Im Verein seit | Letzter Verein             |
| --- | -------------------- | -------------------- | -------------- | -------------------------- |
| 12  | Oliwia Kamińska      | TW                   | 2025           | HC Rödertal                |
| 16  | Lina Steinecke       | TW                   | 2024           | TV Hannover-Badenstedt     |
| 24  | Sophie Fasold        | TW                   | 2024           | VfL Oldenburg              |
| 4   | Larissa Kroepel      | KM                   | 2010           | −                          |
| 5   | Maj Nielsen          | RA                   | 2022           | HL Buchholz 08-Rosengarten |
| 6   | Aida Mittag          | RR                   | 2022           | Rostocker HC               |
| 8   | Lilli Frey           | LA                   | 2022           | VfL Fredenbeck             |
| 10  | Anika Hampel         | RM                   | 2024           | HSG Bad Wildungen          |
| 11  | Isabelle Dölle       | RR                   | 2018           | Werder Bremen              |
| 18  | Johanna Andresen     | RL                   | 2025           | TSV Bayer 04 Leverkusen    |
| 22  | Levke Kretschmann    | RR                   | 2024           | HL Buchholz 08-Rosengarten |
| 26  | Christin Kaufmann    | RA                   | 2025           | TSV Bayer 04 Leverkusen    |
| 28  | Teresa von Prittwitz | LA                   | 2022           | VfL Waiblingen             |
| 32  | Isa Ternede          | RM                   | 2024           | Füchse Berlin              |
| 44  | Carina Senel         | KM                   | 2025           | HSV Solingen-Gräfrath      |
| 45  | Jolina Huhnstock     | KM                   | 2024           | HSG Bad Wildungen          |
| 51  | Lin Lück             | RL                   | 2024           | Frankfurter Handball Club  |
| T   | Dirk Leun            | Trainer              | 2008           |                            |
| T   | Debbie Klijn         | Co- und TW-Trainerin | 2006           |                            |

### Zugänge 2025/26
- Lilli Frey (eigene Jugend)[3]
- Aida Mittag (eigene Jugend)[3]
- Christin Kaufmann (TSV Bayer 04 Leverkusen)[4]
- Carina Senel (HSV Solingen-Gräfrath)[5]
- Johanna Andresen (TSV Bayer 04 Leverkusen)[6]
- Oliwia Kamińska (HC Rödertal)[7]

### Abgänge 2025/26
- Cara Reiche (Ziel unbekannt)[3]
- Laura Kuske (Thüringer HC)[4]
- Lotta Heider (Thüringer HC)[4]
- Charlotte Kähr (BSV Sachsen Zwickau)[8]
- Cara Hartstock (Karriereende)[9]
- Ylva-Elin Tants (Rostocker HC)[10]

### Bekannte ehemalige Spielerinnen
- Camilla Andersen
- Heike Axmann
- Andrea Bölk
- Emily Bölk
- Isabell Klein
- Debbie Klijn
- Christine Lindemann
- Stefanie Melbeck
- Susanne Petersen
- Melanie Schliecker
- Heike Schmidt
- Christina Haurum

### Saisonplatzierungen
| Saison    | Platz     |
| --------- | --------- |
| 1999/2000 | 4. Platz  |
| 2000/01   | 3. Platz  |
| 2001/02   | 4. Platz  |
| 2002/03   | 2. Platz  |
| 2003/04   | 4. Platz  |
| 2004/05   | 5. Platz  |
| 2005/06   | 5. Platz  |
| 2006/07   | 9. Platz  |
| 2007/08   | 7. Platz  |
| 2008/09   | 3. Platz  |
| 2009/10   | 5. Platz  |
| 2010/11   | 3. Platz  |
| 2011/12   | 2. Platz  |
| 2012/13   | 3. Platz  |
| 2013/14   | 3. Platz  |
| 2014/15   | 2. Platz  |
| 2015/16   | 7. Platz  |
| 2016/17   | 4. Platz  |
| 2017/18   | 3. Platz  |
| 2018/19   | 4. Platz  |
| 2019/20   | 7. Platz  |
| 2020/21   | 10. Platz |
| 2021/22   | 3. Platz  |
| 2022/23   | 7. Platz  |
| 2023/24   | 9. Platz  |
| 2024/25   | 10. Platz |

### Jugend
Die weibliche A-Jugend spielt neben der Oberliga Hamburg/Schleswig-Holstein seit 2013 auch in der DHB-Jugend-Bundesliga. 2016 und 2017 gewann die A-Jugend die deutsche Meisterschaft. 2018 folgte der Gewinn der deutschen Vizemeisterschaft in der A-Jugend. Weiterhin erreichte die A-Jugend im Jahre 2013 das Final4 und beendete dieses mit dem 4. Platz. 2009 gewann man die NOHV-Meisterschaft. 2010 gewann die weibliche B-Jugend die NOHV-Meisterschaft. 2019 wurde die weibliche B-Jugend Deutscher Meister in einer ungeschlagenen Saison.

## Fußball

### Geschichte
Der Buxtehuder SV, oft auch als BSV Buxtehude bezeichnet, gehört dem Regionalverband Nord und dem Landesverband Hamburg an. Spielstätte ist das Jahn-Stadion mit den zwei zusätzlichen Nebenplätzen „Konopkaplatz“ und dem Schulzentrum Nord. Die Farben des BSV sind Blau-Gelb.
Erstmals drittklassig wurde die erste Herrenmannschaft 1953 mit dem Aufstieg in die Verbandsliga Hamburg, die damals zweithöchste Spielklasse in Hamburg. Folgte 1954 noch der sofortige Wiederabstieg, etablierte sich der Verein ab 1956 in dieser Spielklasse. Unter Trainer Erich Rohrschneider stiegen die blau-gelben Kicker von der Este 1963 sogar erstmals in die damals höchste Amateurliga in Hamburg, die Landesliga Hamburg, auf und  belegten in der Saison 1963/64 den 12. Rang. Im zweiten Jahr stieg der BSV aber wieder in die Verbandsliga Hansa ab und kehrte von dort erst nach der Saison 1973/74 unter Trainer „Walli“ Kuse zur Saison 1974/75 wieder in die höchste Hamburger Amateurklasse zurück. Dieses Mal hielt sich der Verein länger, ehe Buxtehude 1980 aus der Verbandsliga abstieg, obwohl man noch am 25. August 1979 im DFB-Pokal 1979/80 vor 3.000 Zuschauern gegen Bayer Uerdingen angetreten war. Den Tiefpunkt erlebte der BSV 1983 durch den Abstieg in die sechstklassige Bezirksliga. 1984 gelang jedoch die sofortige Rückkehr in die Landesliga, ehe 1990 für erneute drei Jahre bis zur Saison 1992/93 die Rückkehr in das Hamburger Amateur-Oberhaus gelang. Diesen drei Jahren folgten zehn Jahre Landesliga Hammonia, ehe der BSV 2003 den erneuten Aufstieg in die Verbandsliga feierte und 2004 dort sogar hinter Barmbek-Uhlenhorst die Vizemeisterschaft errang. 2007/08 stieg man aus der höchsten Hamburger Spielklasse Hamburg-Liga wieder ab und schaffte sechs Jahre später die Rückkehr zur Saison 2014/15. 2017 stieg man aus der Oberliga Hamburg erneut in die Landesliga ab, wo die Mannschaft während der Saison 2018/19 zurückgezogen wurde.
Im Jahr 2020 wurde eine neue Mannschaft zusammengestellt, die zum Großteil aus der eigenen Jugend stammt und von dem Buxtehuder Damian Nowak und seinem Assistenten Daniel Oberdörfer trainiert wird. Sie gehen in der Kreisklasse B an den Start.

### Persönlichkeiten
Der spätere fünfmalige A-Nationalspieler Jürgen Kurbjuhn, er wechselte 1960 mit 20 Jahren zum Hamburger SV, bildete am 15. Mai 1958 mit Friedel Rausch das deutsche Verteidigerpaar beim Länderspiel der DFB-Jugendauswahl in Flensburg gegen Dänemark. In den Jahren 1959 und 1960 absolvierte er als Spieler des Buxtehuder SV sechs Länderspiele für die deutsche Fußballnationalmannschaft der Amateure. Alexander Nouri, der von 2016  bis 2017 Cheftrainer bei Werder Bremen war, hatte als Jugendlicher beim BSV gespielt.

## Judo

### Geschichte
Die Judoabteilung des BSV existiert seit 1969 und hat derzeit ca. 255 Mitglieder im Alter von 4 bis 60 Jahren. Seit 1994 wird die Abteilungsleitung von Hans Heinrich Cohrs übernommen.
Die große Vielfalt an verschiedenen Gruppen und Trainingsterminen ermöglicht sowohl wettkampf- als auch breitensportorientierten Mitgliedern ein optimales Trainingsangebot. Die Gruppengrößen variieren und werden unter Berücksichtigung des Alters und des Leistungsstandes zusammengestellt. So ist gewährleistet, dass man mit vielen verschiedenen Partnern üben kann und dennoch eine leistungsgerechte Betreuung möglich ist.

### Trainingsgruppen
- Spielend Judoka werden
- Anfängergruppe für Kinder
- Fortgeschrittenen-Gruppe für Kinder und Jugendliche
- Wettkampfgruppe für Kinder und Jugendliche
- Anfänger und Wiedereinsteiger Erwachsene
- Fortgeschrittenen-Gruppe Erwachsene
- Eltern-Kind-Gruppe
- Judo in den Schulen als Judo AG

### Persönlichkeiten

#### Stefanie Paduch
Stefanie Paduch (2. Dan) nahm an deutschen und norddeutschen Meisterschaften teil.
Am 16. Dezember 1984 wurde sie Mitglied des DDK (Deutsches Dan Kollegium).

#### Hans Heinrich Cohrs
Hans Heinrich Cohrs startete im Jahr 1969 mit dem Judo-Training in Cuxhaven. Nachdem er in Harburg und der Judoschule Oswald Däscher trainierte, trat er 1978 dem Buxtehuder SV bei. Seit 1994 leitet Cohrs die Judoabteilung.

### Regelmäßige Wettkampfveranstaltungen
- Februar: McDonalds-Turnier mit nationaler Beteiligung
- Dezember: Vereinsinternes Weihnachtsturnier für Kinder

## Kickboxen

### Geschichte
Die Kickboxabteilung (BuKa-Dojo) wurde Anfang 2012 durch Bernhard Kliemchen im BSV als Kurs mit 4 Teilnehmern gegründet und etablierte sich 2014 als eigenständige Abteilung mit ca. 50 aktiven Sportlern und ihrem ersten Abteilungsleiter Bernhard Jeannot. In der Kickboxabteilung finden sich Sportler/-innen zwischen 14 und 45 Jahren, die ausschließlich ihre Fitness trainieren und/oder kämpfen, zusammen mit Wettkampfsportlern im gemeinsamen Training.

### Aktuelle Wettkämpfer
| Name                | Klasse      | Im BSV seit | Vorheriger Verein  |
| ------------------- | ----------- | ----------- | ------------------ |
| Merle Neitzel       | Girls LK    |             | aus eigener Jugend |
| Sophie Frankenstein | Girls LK    | 2002        | BuKa-Dojo          |
| Lina Marie Friede   | Women LK    |             |                    |
| Lasse Oltmanns      | Men VK & LK |             | aus eigener Jugend |
| Jendrik Oltmanns    | Men VK & LK |             | aus eigener Jugend |
| Ahmed Ibrahim       | Men VK & LK | 2012        | BuKa-Dojo          |
| Michel Keiser       | Men VK & LK | 2014        |                    |
| Leon Jähnke         | Men LK      | 2013        |                    |
| Benne Diekmann      | Men LK      | 2015        |                    |

### Sportliche Höhepunkte

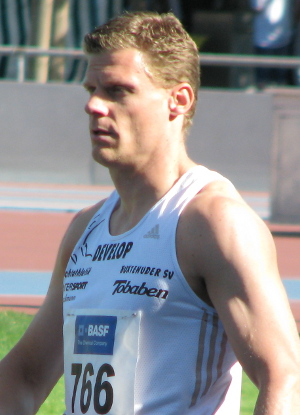
Nils Winter im Trikot des Buxtehuder SV

| Jahr | Wettkampf                                             | Platzierung                                                                                   |
| ---- | ----------------------------------------------------- | --------------------------------------------------------------------------------------------- |
| 2016 | Landesmeisterschaft Baden-Württemberg (K-Battle), WKU | 1. Ahmed Ibrahim                                                                              |
| 2015 | Weltmeisterschaft, WKU                                | Mitglieder der deutschen Nationalmannschaft: Sophie Frankenstein, Michel Keiser               |
| 2015 | Internationale Deutsche Meisterschaft, WKU            | 3. Sophie Frankenstein                                                                        |
| 2015 | International Northern Championships, WKU             | 1. Lasse Oltmanns, 1.& 2. Ahmed Ibrahim, 1. Michel Keiser, 2. Benne Dieckmann, 3. Leon Jähnke |
| 2015 | International European Open, WKU                      | 2. Michel Keiser, 4. Sophie Frankenstein                                                      |
| 2014 | International Northern Championships, WKU             | 1. Lasse Oltmanns, 1. Pia Schroeder, 3. Jendrik Oltmanns                                      |
| 2014 | Internationale Deutsche Meisterschaft, WKU            | 3. Jendrik Oltmanns                                                                           |

## Leichtathletik
Aus der Leichtathletikabteilung gingen die Olympiateilnehmer Nils Winter (Weitsprung) und Stefan Drews (Zehnkampf) hervor.